# John Drinkwater
John Drinkwater, född 1 juni 1882, död 25 mars 1937, var en brittisk poet och dramatiker.
Drinkwater deltog, efter ett par betydelselösa debutdiktsamlingar, tillsammans med Harold Monro, Rupert Brooke, Wilfrid Wilson Gibson och ett par andra unga poeter i grundandet av Georgian poetry (1912, sedan ytterligare fyra samlingar till 1922), det företag genom vilken den "georgiska" skolan fick sitt namn och först nådde en bredare berömmelse. Samtidigt framträdde han med Poems of men and hours (1911) och Poems of love and earth (1912), elegiska och naturlyriska samlingar, varpå följde Cromwell and other poems (1913) präglad av en mera episk stil, Bland hans senare diktsamlingar märks Loyalties (1919) och Seeds of time (1921). Man kom dock senare att göra sig mer känd som dramatiker. Hans första drama, Abraham Lincoln blev en stor framgång och följdes av Cromwell (1921) och Mary Stuart (1922) med flera pjäser. Drinkwaters Collected poems utgavs 1923, hans Collected plays 1925.